# Broken Bow (Nebraska)
Broken Bow – miasto w Stanach Zjednoczonych, w stanie Nebraska, siedziba administracyjna hrabstwa Custer.